# Lesparre-Médoc
Pour les articles homonymes, voir Lesparre et Médoc (homonymie).
Lesparre-Médoc  est une commune du Sud-Ouest de la France, située au cœur du Médoc, dans le nord du département de la Gironde, en région Nouvelle-Aquitaine.
Principale agglomération du Bas-Médoc, elle dispute à Pauillac et Saint-Laurent-Médoc le titre de « capitale » du Médoc. Centre administratif et commercial, elle est l'une des cinq sous-préfectures du département.

## Géographie

### Présentation

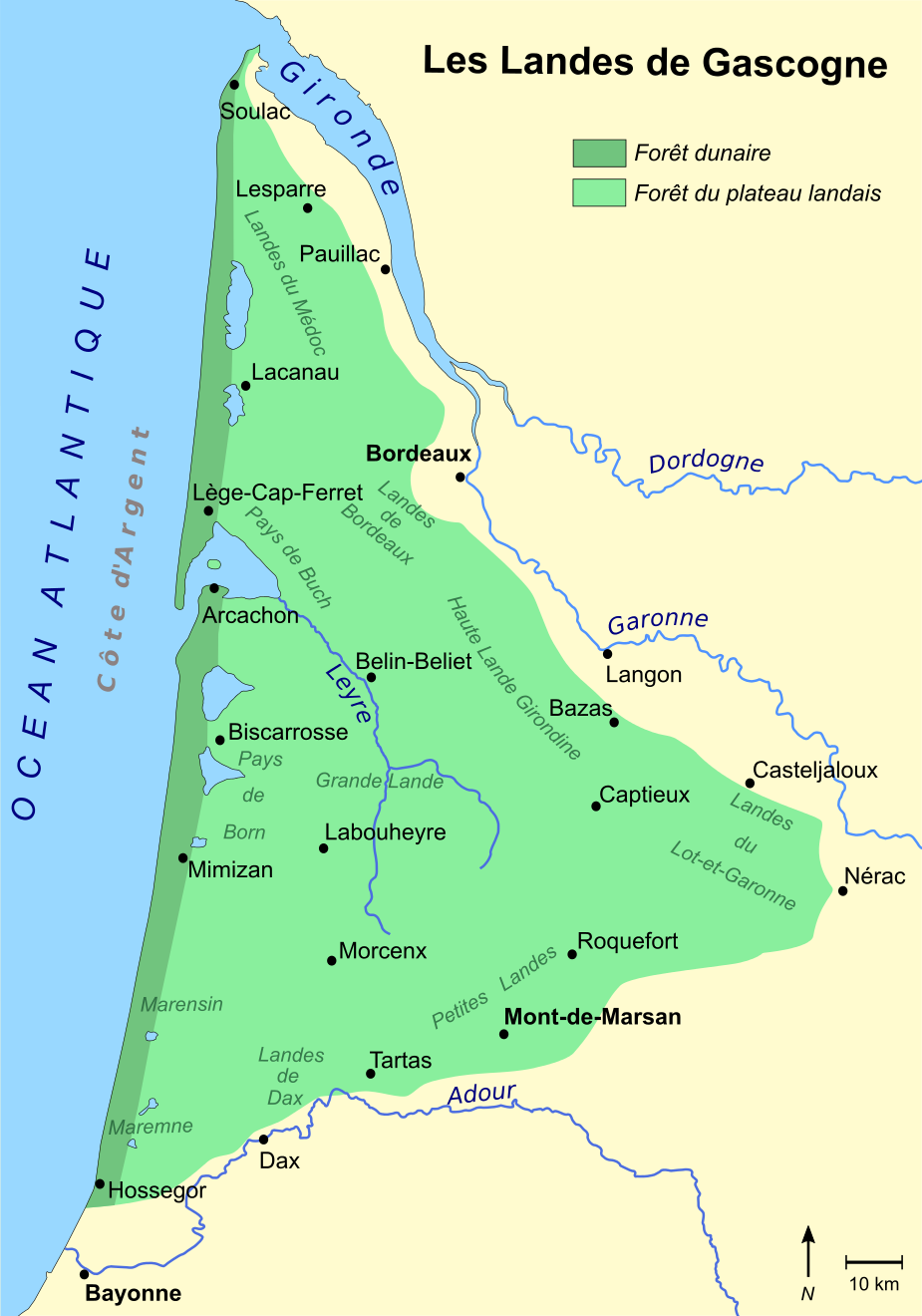
Position de Lesparre-Médoc dans les Landes de Gascogne

La commune de Lesparre-Médoc est située dans la partie septentrionale du département de la Gironde, en région Nouvelle-Aquitaine. Chef-lieu de canton et d'arrondissement, elle se trouve à environ 60 kilomètres au nord-ouest de la préfecture régionale et départementale, Bordeaux, 20 kilomètres au nord-ouest de Pauillac et à une trentaine de kilomètres au sud-est du Verdon-sur-Mer, à l'entrée de l'estuaire de la Gironde.
Localisée dans la partie nord de la péninsule du Médoc, dont elle est la capitale  elle est plus exactement à la jonction du Bas-Médoc (auquel elle appartient), du Haut-Médoc ou Médoc viticole et des Landes du Médoc.
Le territoire communal est essentiellement composé de terrains oligocènes (Luzan, Meyney, La Gravette), pliocène et pléistocène inférieur (Lesparre, Saint-Trélody, Plassan...), ces derniers  formant un substrat sableux d'origine éolienne. Au nord et à l'ouest de la commune s'étendent des prairies humides semi-naturelles et des marais draînés par des jalles — régionalisme désignant un petit cours d'eau — (Jalle de Lherneau).
La forêt couvre une grande partie sud du territoire communal, quelques forêts caducifoliées, mais surtout des forêts de résineux (pinède ou « pignada » en occitan) qui ont colonisé les sables landais au XIXe siècle. Le reste est essentiellement dévolu à la viticulture, à la céréaliculture et plus particulièrement la maïsiculture et à l'élevage.

### Communes limitrophes
Les communes limitrophes sont  Blaignan-Prignac, Civrac-en-Médoc, Gaillan-en-Médoc, Hourtin, Naujac-sur-Mer, Ordonnac et Saint-Germain-d'Esteuil.
| Gaillan-en-Médoc | Civrac-en-Médoc | Blaignan-Prignac        |
|                  | Lesparre-Médoc  | Ordonnac                |
| Naujac-sur-Mer   | Hourtin         | Saint-Germain-d'Esteuil |

### Plans de la commune

Cartes
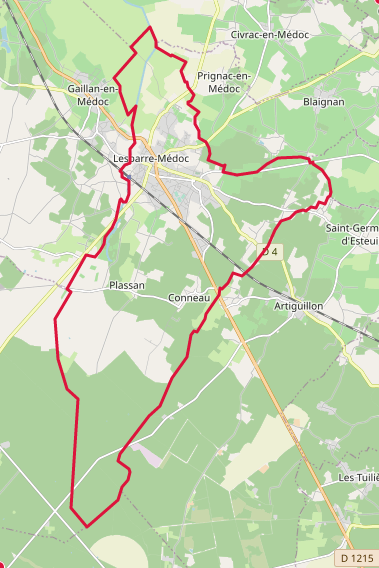
Carte OpenStreetMap
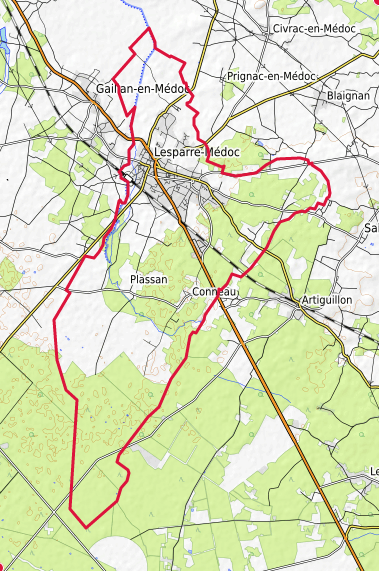
Carte topographique

### Hydrographie

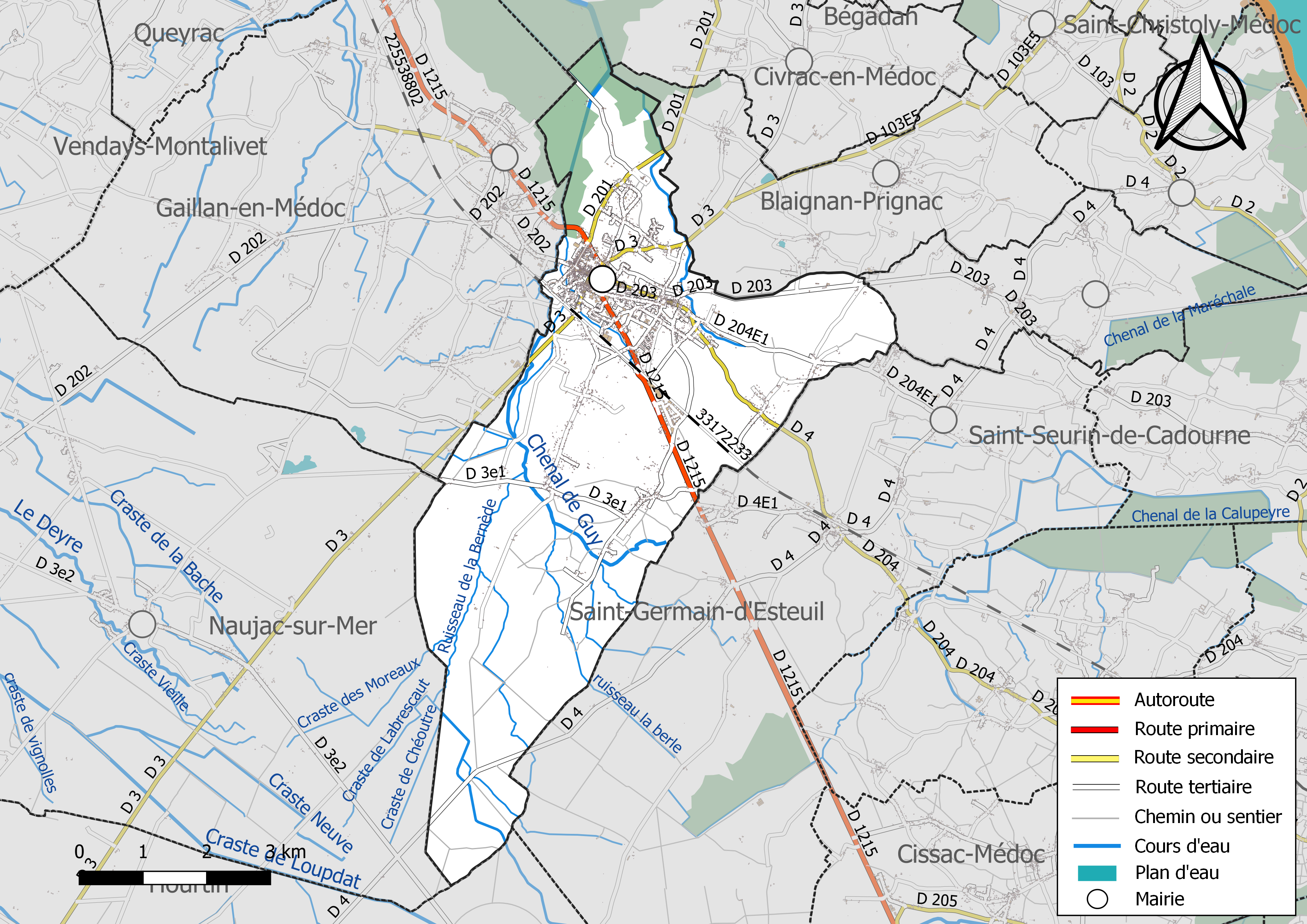
Réseaux hydrographique et routier de Lesparre-Médoc.

Les marais de Lesparre, autrefois appelés « Petite-Hollande » ou « Petite-Flandre » s'étendent jusqu'à la Gironde, couvrant une partie des communes de Gaillan-en-Médoc, Blaignan-Prignac, Queyrac, Civrac-en-Médoc et Jau-Dignac-et-Loirac. Ces « mattes » ou « palus » ont été aménagés au XVIIe siècle par des Flamands et des Hollandais, avant d'être modernisés (amélioration ou percement des voies d'eau : chenal de Richard, canal de Lescapont, petit chenal de Guy...) au XIXe siècle grâce aux efforts d'une compagnie concessionnaire, la « commission syndicale des marais de Lesparre ». Enfin, indépendamment des marais, le sud et l'est de la commune sont également traversés par plusieurs ruisseaux (Bernède, Maillarde, Zic, Berle).

### Climat
Pour des articles plus généraux, voir Climat de la Nouvelle-Aquitaine et Climat de la Gironde.
Historiquement, la commune est exposée à un climat océanique aquitain.  
En 2020, Météo-France publie une typologie des climats de la France métropolitaine dans laquelle la commune est exposée à un climat océanique et est dans la région climatique  Littoral charentais et aquitain, caractérisée par une pluviométrie élevée en automne et en hiver, un bon ensoleillement, des hiver doux (6,5 °C), soumis à la brise de mer.
Pour la période 1971-2000, la température annuelle moyenne est de 13 °C, avec une amplitude thermique annuelle de 13,9 °C. Le cumul annuel moyen de précipitations est de 878 mm, avec 12,4 jours de précipitations en janvier et 6,5 jours en juillet. Pour la période 1991-2020, la température moyenne annuelle observée sur la station météorologique installée sur la commune est de 13,3 °C et le cumul annuel moyen de précipitations est de 872,2 mm,. Pour l'avenir, les paramètres climatiques de la commune estimés pour 2050 selon différents scénarios d’émission de gaz à effet de serre sont consultables sur un site dédié publié par Météo-France en novembre 2022.
| Mois                                  | jan.            | fév.             | mars           | avril           | mai             | juin           | jui.          | août          | sep.          | oct.            | nov.            | déc.           | année     |
| ------------------------------------- | --------------- | ---------------- | -------------- | --------------- | --------------- | -------------- | ------------- | ------------- | ------------- | --------------- | --------------- | -------------- | --------- |
| Température minimale moyenne (°C)     | 2,9             | 2,6              | 4,6            | 6,3             | 10              | 12,7           | 14,2          | 14,3          | 11,5          | 9,5             | 5,5             | 3,4            | 8,1       |
| Température moyenne (°C)              | 6,7             | 7,2              | 10             | 11,8            | 15,8            | 18,7           | 20,2          | 20,6          | 17,6          | 14,4            | 9,7             | 7,1            | 13,3      |
| Température maximale moyenne (°C)     | 10,5            | 11,9             | 15,3           | 17,3            | 21,6            | 24,7           | 26,3          | 27            | 23,7          | 19,3            | 13,9            | 10,7           | 18,5      |
| Record de froid (°C) date du record   | −17 17.01.1987  | −10,5 10.02.1986 | −10,3 01.03.05 | −4,1 04.04.1996 | −0,1 14.05.1995 | 2,5 06.06.1986 | 6 20.07.1986  | 5 30.08.1986  | 2,2 25.09.02  | −3,4 25.10.03   | −7,5 24.11.1988 | −10,1 16.12.01 | −17 1987  |
| Record de chaleur (°C) date du record | 18,4 05.01.1999 | 23,6 15.02.1998  | 26,7 19.03.05  | 31,5 30.04.05   | 35 16.05.1992   | 38,4 21.06.03  | 38,1 18.07.06 | 40,9 04.08.03 | 36,3 03.09.05 | 31,5 03.10.1985 | 25 01.11.1991   | 22 17.12.1989  | 40,9 2003 |
| Précipitations (mm)                   | 90,1            | 64,3             | 60,1           | 65,4            | 60,5            | 61,3           | 41,8          | 50            | 71,6          | 90,1            | 117,3           | 99,7           | 872,2     |

## Urbanisme

### Typologie
Au 1er janvier 2024, Lesparre-Médoc est catégorisée bourg rural, selon la nouvelle grille communale de densité à sept niveaux définie par l'Insee en 2022.
Elle appartient à l'unité urbaine de Lesparre-Médoc, une agglomération intra-départementale regroupant deux  communes, dont elle est ville-centre,,. Par ailleurs la commune fait partie de l'aire d'attraction de Lesparre-Médoc, dont elle est la commune-centre,. Cette aire, qui regroupe 12 communes, est catégorisée dans les aires de moins de 50 000 habitants,.

### Occupation des sols

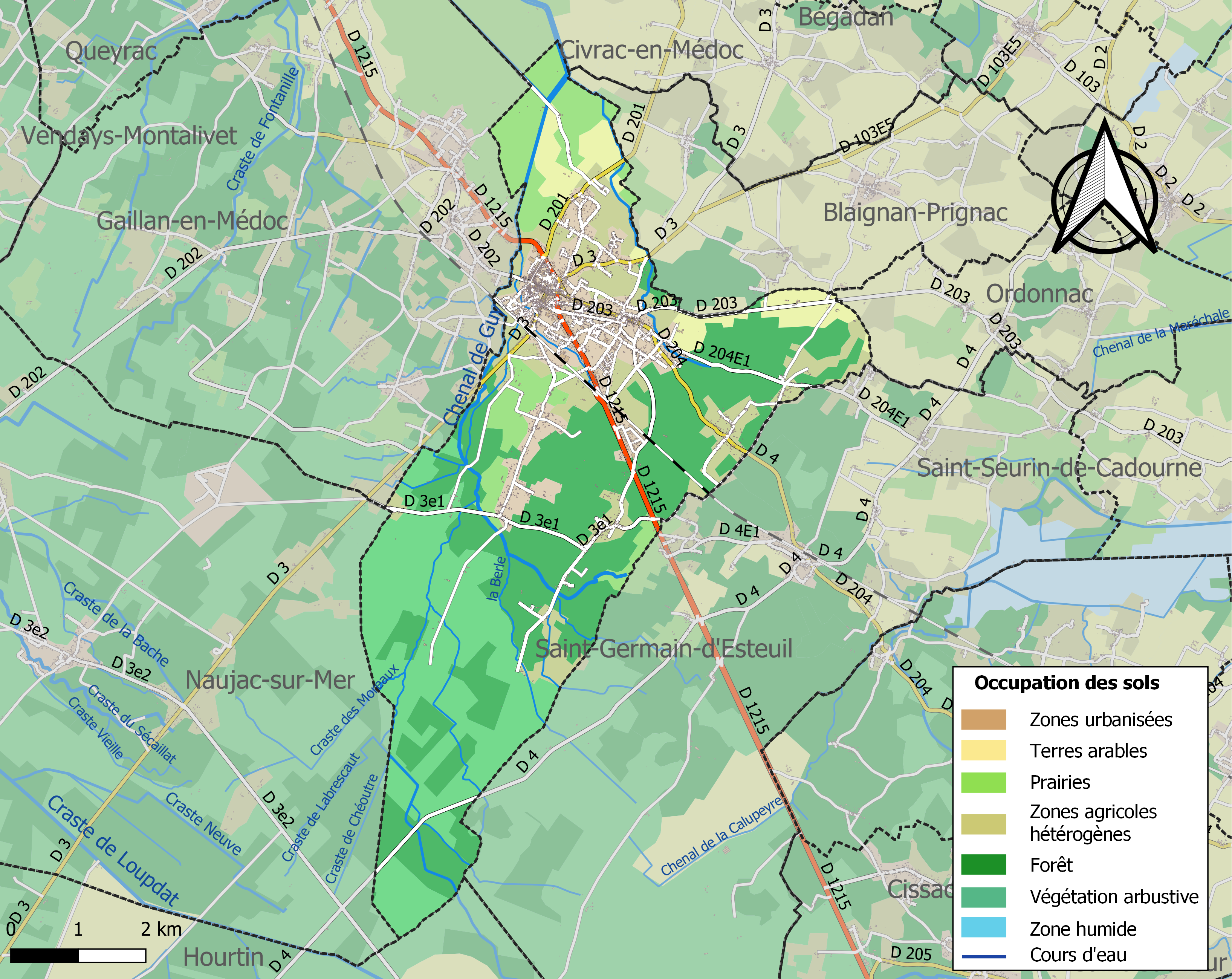
Carte des infrastructures et de l'occupation des sols de la commune en 2018 (CLC).

L'occupation des sols de la commune, telle qu'elle ressort de la base de données européenne d’occupation biophysique des sols Corine Land Cover (CLC), est marquée par l'importance des forêts et milieux semi-naturels (60 % en 2018), une proportion sensiblement équivalente à celle de 1990 (59,5 %). La répartition détaillée en 2018 est la suivante : 
forêts (37,5 %), milieux à végétation arbustive et/ou herbacée (22,5 %), zones agricoles hétérogènes (12,9 %), zones urbanisées (12,2 %), prairies (9,6 %), cultures permanentes (2,7 %), terres arables (2,5 %). L'évolution de l’occupation des sols de la commune et de ses infrastructures peut être observée sur les différentes représentations cartographiques du territoire : la carte de Cassini (XVIIIe siècle), la carte d'état-major (1820-1866) et les cartes ou photos aériennes de l'IGN pour la période actuelle (1950 à aujourd'hui).

### Voies de communication et transports
Le principal axe de communication de la commune est la D1215 (ex-RN 215), une voie rapide reliant Bordeaux au Verdon et à la pointe de Grave, qui constitue en quelque sorte « l'épine dorsale » du Médoc. L'importance du trafic en centre-ville est une source potentielle de nuisances sonores, répertoriée comme tel par les services de la DDE (classée en catégorie 3 sur une échelle de 5). Des aménagements (giratoires) ont été aménagés afin de tenter de rendre la circulation plus fluide, en particulier en période estivale.
Plusieurs axes secondaires viennent se greffer à cet axe principal, tels la D3, qui traverse la commune selon un axe nord-est/sud-ouest. Elle relie la commune voisine de Prignac-en-Médoc au centre-ville, se prolongeant au sud vers les étendues boisées des landes et la commune d'Hourtin.

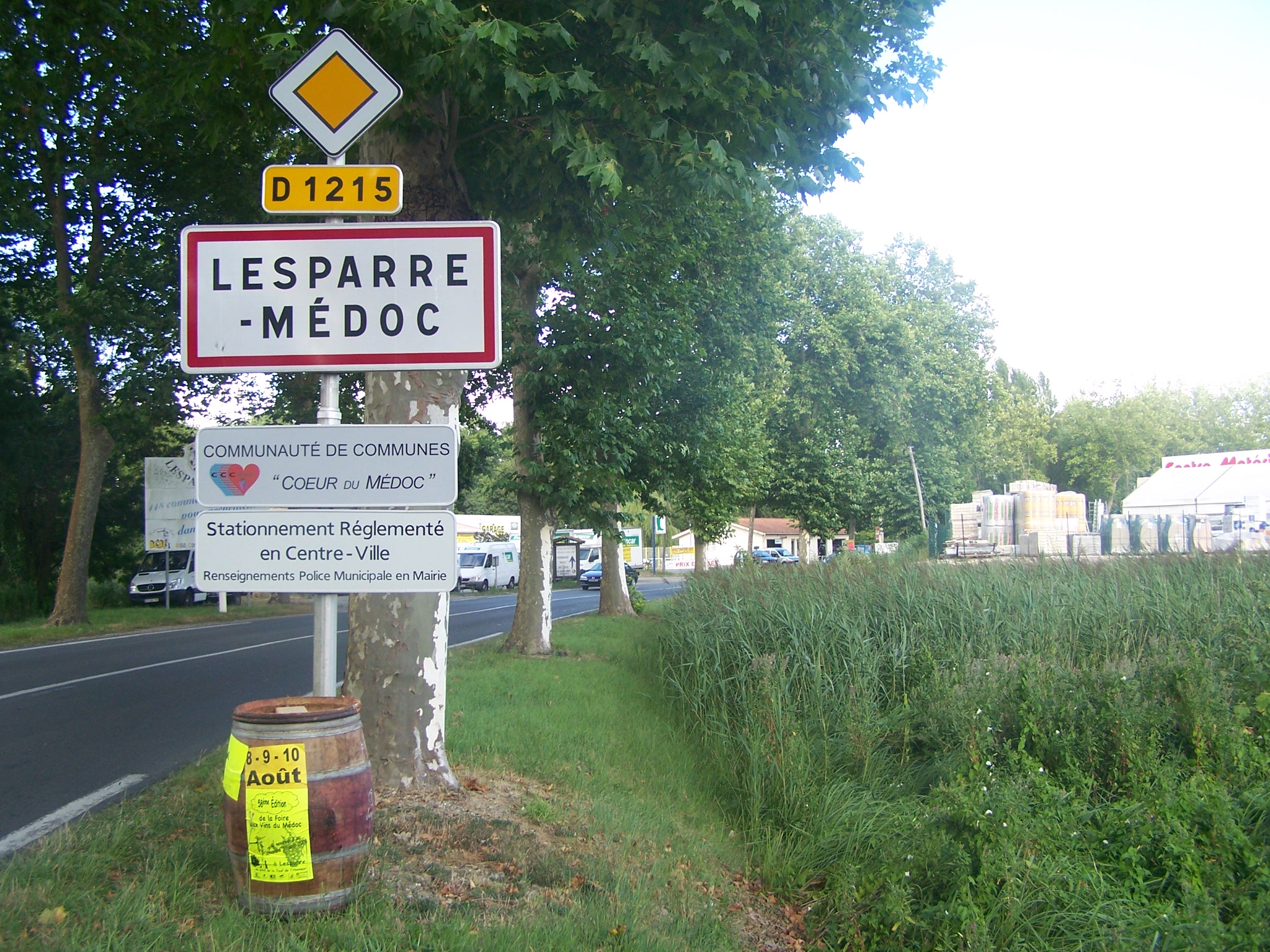
Panneau d'entrée à Lesparre en arrivant de la pointe de Grave.

À l'est, la D204 constitue le trait d'union entre les noyaux urbains de Lesparre (centre-ville) et Saint-Trélody (commune annexée au XIXe siècle). Elle se divise en deux branches, la D204 proprement dite, qui dessert le hameau de Canquillac et se prolonge vers la commune voisine de Vertheuil, et la D204E1, qui permet l'accès aux hameaux de Canterane et des Marceaux, et se poursuit jusqu'à Saint-Germain-d'Esteuil. Enfin, au sud, la route de Plassan permet de désenclaver les hameaux et lieux-dits du Couloumey, Planque, Beney, Plassan et Senguinous.
La commune est équipée d'une gare ferroviaire (gare de Lesparre) située sur la ligne du Médoc (Bordeaux-Le Verdon-sur-Mer/Pointe de Grave) desservie par des TER Nouvelle-Aquitaine. S'il est question d'aménager une voie de chemin de fer à travers le Médoc dès 1852, ce n'est qu'en 1873 que les premiers convois arrivent à Lesparre, et en 1902 qu'ils atteignent la pointe de Grave. Le bâtiment de la gare se compose d'un hall encadré de deux petites ailes latérales, l'ensemble étant prolongé par un auvent à proximité des deux voies ferrées (la deuxième ligne n'est plus en service depuis les années 1950).
L'aérodrome de Lesparre - Saint-Laurent-Médoc est implanté à proximité de Semignan, sur la commune de Saint-Laurent-Médoc. Il est utilisé par l'aéroclub du Médoc. Les vols commerciaux atterrissent quant à eux à l'aéroport de Bordeaux-Mérignac.

#### Transports
La commune est desservie par le réseau de transports départementaux « Trans-Gironde » (Citram). Les principales lignes desservant Lesparre sont la 703, la 704 et la 705 (depuis Bordeaux), la 711 (depuis Hourtin) et la 713 (depuis Le Verdon/Soulac-sur-Mer).

### Risques majeurs
Le territoire de la commune de Lesparre-Médoc est vulnérable à différents aléas naturels : météorologiques (tempête, orage, neige, grand froid, canicule ou sécheresse), inondations, feux de forêts et séisme (sismicité très faible). Il est également exposé à un risque technologique, le risque nucléaire. Un site publié par le BRGM permet d'évaluer simplement et rapidement les risques d'un bien localisé soit par son adresse soit par le numéro de sa parcelle.

#### Risques naturels
Certaines parties du territoire communal sont susceptibles d’être affectées par le risque d’inondation par débordement de cours d'eau, notamment le chenal de Guy. La commune a été reconnue en état de catastrophe naturelle au titre des dommages causés par les inondations et coulées de boue survenues en 1982, 1983, 1999 et 2009,.
Lesparre-Médoc est exposée au risque de feu de forêt. Depuis le 20 avril 2016, les départements de la Gironde, des Landes et de Lot-et-Garonne disposent d’un règlement interdépartemental de protection de la forêt contre les incendies. Ce règlement vise à mieux prévenir les incendies de forêt, à faciliter les interventions des services et à limiter les conséquences, que ce soit par le débroussaillement, la limitation de l’apport du feu ou la réglementation des activités en forêt. Il définit en particulier cinq niveaux de vigilance croissants auxquels sont associés différentes mesures,.

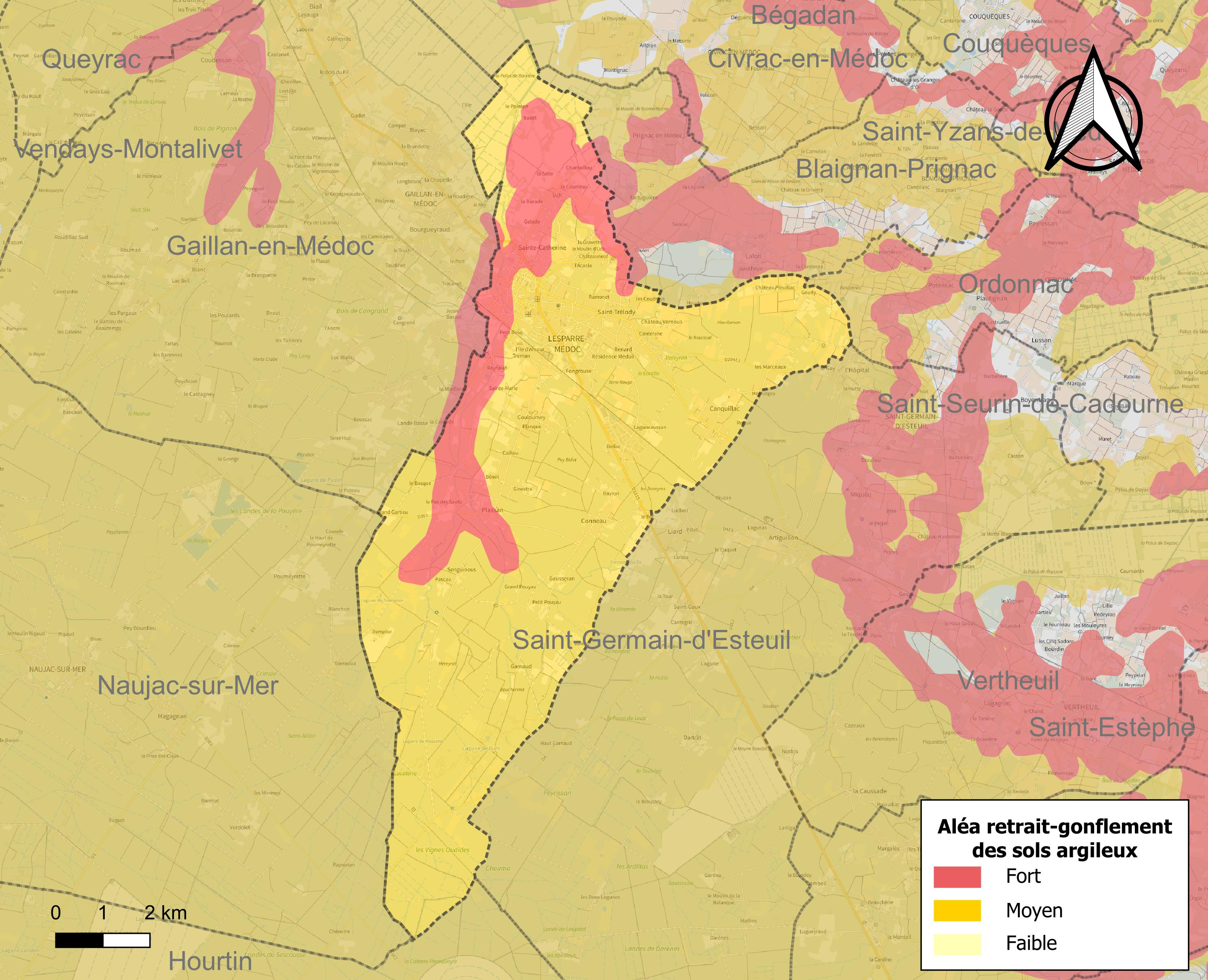
Carte des zones d'aléa retrait-gonflement des sols argileux de Lesparre-Médoc.

Le retrait-gonflement des sols argileux est susceptible d'engendrer des dommages importants aux bâtiments en cas d’alternance de périodes de sécheresse et de pluie. La totalité de la commune est en aléa moyen ou fort (67,4 % au niveau départemental et 48,5 % au niveau national). Sur les 2 623 bâtiments dénombrés sur la commune en 2019, 2 623 sont en aléa moyen ou fort, soit 100 %, à comparer aux 84 % au niveau départemental et 54 % au niveau national. Une cartographie de l'exposition du territoire national au retrait gonflement des sols argileux est disponible sur le site du BRGM,.
Par ailleurs, afin de mieux appréhender le risque d’affaissement de terrain, l'inventaire national des cavités souterraines permet de localiser celles situées sur la commune.
Concernant les mouvements de terrains, la commune a été reconnue en état de catastrophe naturelle au titre des dommages causés par la sécheresse en 2003 et 2012 et par des mouvements de terrain en 1983 et 1999.

#### Risques technologiques
La commune étant située totalement dans le périmètre du plan particulier d'intervention (PPI) de 20 km autour de la centrale nucléaire du Blayais, elle est exposée au risque nucléaire. En cas d'accident nucléaire, une alerte est donnée par différents médias (sirène, sms, radio, véhicules). Dès l'alerte, les personnes habitant dans le périmètre de 2 km se mettent à l'abri. Les personnes habitant dans le périmètre de 20 km peuvent être amenées, sur ordre du préfet, à évacuer et ingérer des comprimés d’iode stable,,.

## Toponymie
D'après Ernest Nègre, auteur d'une « toponymie générale de la France », Lesparre dériverait du gascon « esparra » (épar, traverse, pièce de bois qui en relie deux autres). Ce nom serait un souvenir de l'enceinte médiévale primitive (en bois). Au XIIe siècle, les chartes mentionnent déjà un « Sparra » ou « Sparram ». La commune a été officiellement rebaptisée Lesparre-Médoc en 1936.
En gascon Lesparre s'écrit L'Esparra [les'paru].
Autres toponymes :
- Uch, autrefois écrit Ois, Oitz, Ritz, Huchs (1546), Uytz, Uchst (1648)[32]…
- Saint-Trélody, dit localement Saint-Arlodi[33].

## Histoire

### Port antique
Des traces d'occupation humaine datant de la période néolithique ont été découvertes en plusieurs endroits de la commune, notamment à Uch, Badet, Plassan et au bois de Coulon.
Avant l'invasion romaine, la presqu'île médulienne (Médoc) est habitée par les Bituriges, qui commercent avec les Phéniciens, puis les Grecs.
La région présente en ces époques un aspect fort différent de celui que nous connaissons : à l'ouest, le trait de côte est parfois situé à une dizaine de kilomètres du littoral actuel ; au nord, le plateau de Cordouan est partiellement émergé et forme une grande île, tandis qu'au contraire, la Gironde, bien plus large qu'aujourd'hui, forme un réseau de bras secondaires et d'anses abritées, ponctuées d'un chapelet d'îles (île d'Antros, île Jovis).
Les conquérants romains créent ou développent un petit port donnant sur une anse de la Gironde, Metilium. Ils établissent une voie de communication entre Burdigala (Bordeaux) et les ports océaniques, la « Lébade », dont l'actuelle D1215 reprend en partie le tracé. Loin d'être un « bout du monde » ou un « finistère », le Médoc est alors ponctué de nombreux petits ports commerçant depuis l'âge du bronze avec l'Europe du Nord et la péninsule ibérique : d'abord relais sur la route de l'étain, ils exportent ensuite des produits artisanaux, des pains de sel, puis du vin.
Dès le Ve siècle, divers peuples pénètrent en Médoc, tels les Francs, les Arabes, puis les Normands. Pour se protéger de leurs incursions, un premier château-fort est construit à l'époque de Charlemagne, selon la tradition, sur les soubassements d'un temple gallo-romain dédié à Saturne. La forteresse est modernisée à plusieurs reprises au cours des siècles, et est à son apogée un vaste ensemble fortifié garni de quatre tours de presque trente mètres de hauteur, dont seule subsiste aujourd'hui la Tour de l'honneur. Elle est nommément mentionnée dans une charte de 1100, ou apparaît un « castello quod dicitur Sparra ».

### Lesparre, centre administratif
Comme toute la région, Lesparre entre dans la mouvance anglaise peu après le mariage de la duchesse Aliénor d'Aquitaine avec Henri Plantagenêt. La cité est alors aux mains des puissants seigneurs de la famille de Lesparre : Gombaud, Cénebrun, Florimont, Madaillan.
Lesparre est durant toute cette époque un centre politique, militaire et commerçant, mais aussi une étape sur le chemin de Saint-Jacques-de-Compostelle. En 1135, l'archevêque de Bordeaux Geoffroi du Loroux bénit un cimetière destiné à accueillir les dépouilles des « jacquets » et quarante ans plus tard, un hospice Saint-Léonard est édifié afin de soigner et de procurer un asile aux pèlerins les plus affaiblis. En 1239, Ayquem-Guilhem III fonde le couvent Saint-François, qui se voit attribuer divers privilèges (droit de prendre gratuitement deux livres de viande par semaine au marché, bénéfice de la moitié des amendes civiles et criminelles et des droits de naufrage dans toute la seigneurie...). En 1265, son successeur Cénebrun III octroie aux habitants une charte de privilèges, à condition que ceux-ci renoncent à se constituer en commune : « Ne feran entre edz establiment (communauté), ni feran saget (sceau), ni communia (commune) ».
Au XIIIe siècle, la seigneurie de Lesparre produisait du froment, de l'avoine et du millet, du vin, du sel, du bois, du bétail, du gibier et du poisson. Les seigneurs percevaient des agrières sur le blé, les céréales et le sel, exploitaient leurs moulins, levaient sur les habitants de leurs terres quêtes, tailles et cens ; ils jouissaient de péages et de coutumes.

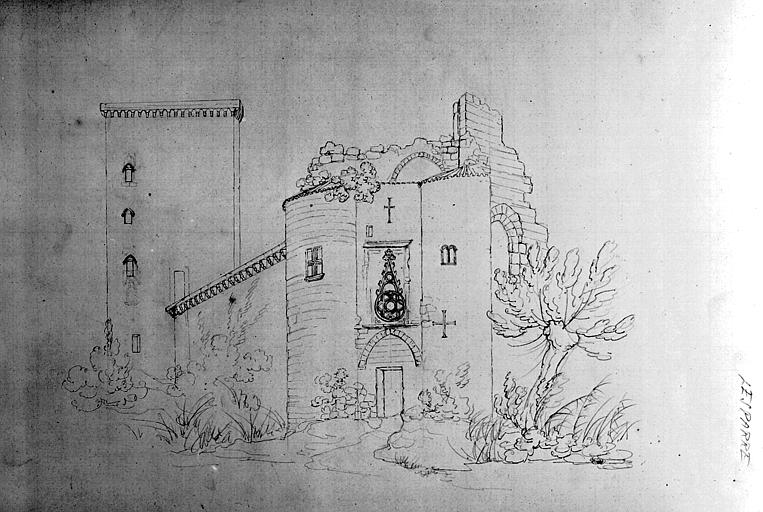
Le château de l'Honneur de Lesparre au XIXe siècle.

À la mort de Guillaume-Amanieu de Madaillan, en 1415, la sirie du Médoc est confiée à Lord Rastcliff, connétable de Bordeaux. En 1448, elle est à Henri Holland, duc d'Exeter et comte de Huntingdon.
Au XVe siècle, au dire du roi Charles VII, « Lesparre est la plus ancienne baronnie de Guyenne », qui occupe tout le Médoc actuel. Après la bataille de Castillon en 1453, la compétition est rude entre les grands seigneurs pour prendre possession de la sirie. Ce sont par exemple les comtes d’Albret, de Matignon, les ducs d’Epernon et de Gramont.
Au XVIIIe siècle, Lesparre ravit à Saint-Laurent le siège de la subdélégation du Médoc, avant de perdre ce titre à son tour, après le décès du subdélégué François Basterot de Saint-Vincent en novembre 1770, au profit de Pauillac. Au moment de la Révolution française, Lesparre compte 846 habitants, mais seuls 111 « citoyens actifs » ont le droit de vote pour élire la 1re municipalité : un maire et cinq conseillers. En 1790, la commune est promue chef-lieu de district et en 1800, elle devient une des cinq sous-préfectures du département. Après l’annexion des villages de Uch puis de Saint-Trélody dans le courant du XIXe siècle, la commune compte 3 500 habitants. Elle est, dans la première moitié du XXe siècle, un petit centre administratif et agricole, un peu à l'écart des grands axes. Sa gare est aussi une étape pour les Bordelais se rendant dans les stations balnéaires de la côte d'Argent dans les « trains de plaisir ».

### Occupation et Résistance
Comme dans bien des régions de France, l'occupation allemande est un tournant, qui vient bouleverser le quotidien d'une cité jusqu'alors plutôt tranquille. Les 29 et 30 juin 1940, les premières troupes allemandes investissent le Médoc, après être entrées dans une ville de Bordeaux abandonnée quelques heures plus tôt par le maréchal Pétain. Les occupants, qui implantent à Lesparre une Feldkommandantur, se heurtent très tôt à des actes de sabotage, d'abord isolés, puis sous le couvert d'organisations et de réseaux de résistance (Libération-Nord, FTP, OCM...).

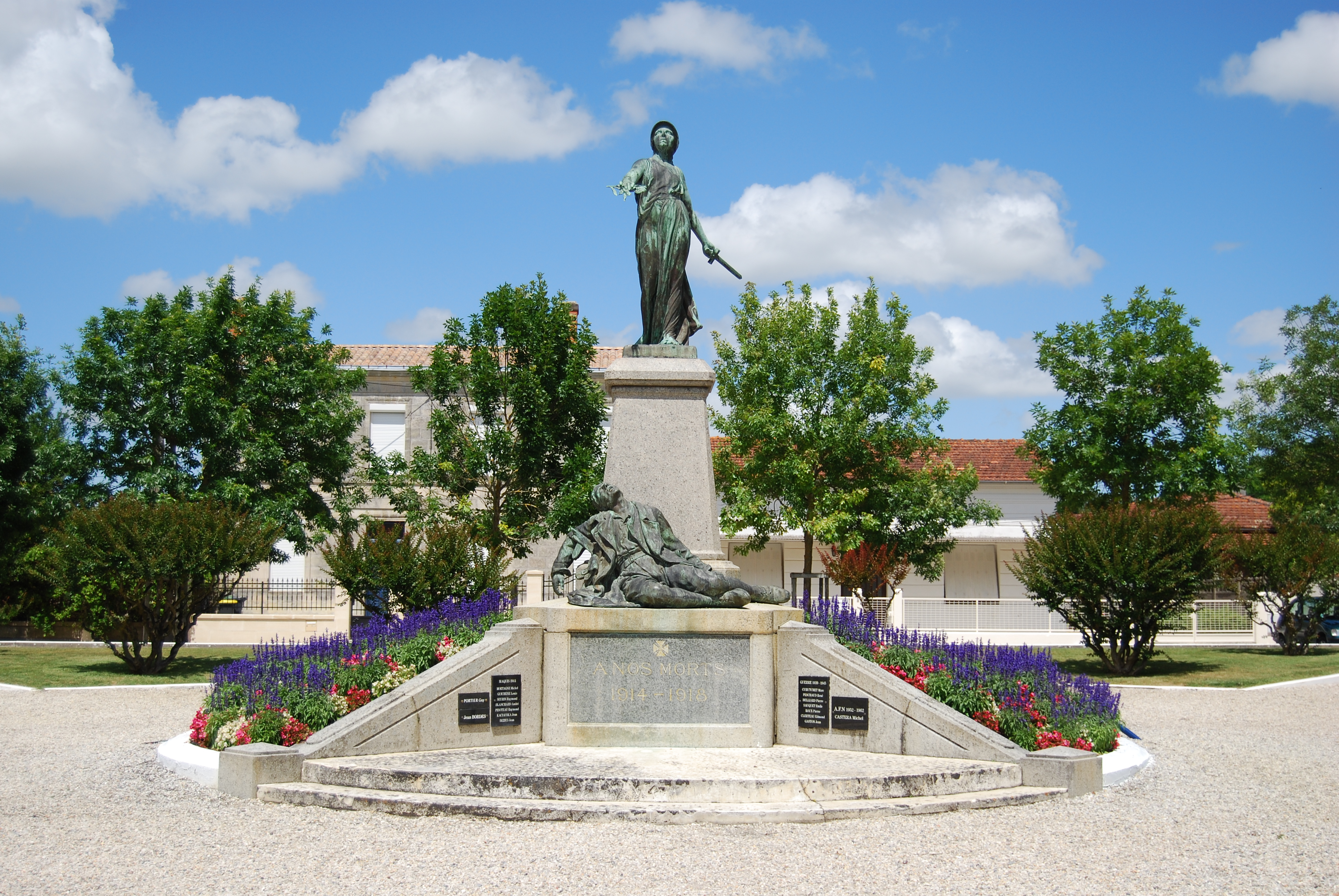
Le monument aux morts de Lesparre

Fin 1943, Hervé Nicoleau, dit « Michel Masson » crée un groupe réduit mais actif de résistants, qui mène de front sabotages, repérages et aide aux aviateurs alliés en difficulté. Lorsque « Michel » est arrêté en 1944, son adjoint Jean Dufour prend la relève. Au mois de mai, un maquis médocain est mis sur pied, multipliant les coups de main dans les environs. Le 11 juillet, son « QG » est une petite maison du lieu-dit « Les Vignes Oudides » au sud de la commune de Lesparre.
Aux premières heures de l'aube du 25 juillet, plusieurs milliers d'Allemands attaquent les maquisards. Les combats, particulièrement féroces, durent une partie de la matinée et se soldent par la mort de Jean Dufour et d'une quinzaine de combattants, mais aussi par celle d'une centaine d'assaillants. À l'issue de cette offensive, le maquis se disperse, et ses éléments rejoignent d'autres noyaux de résistance. Au printemps 1945, tandis que l'étau se resserre sur les forces allemandes, un bombardement affecte Lesparre le 2 avril. Des obus tombent à hauteur du cours Jean Jaurès, de la place du champ de foire, de la rue du palais de justice et de la route de Bordeaux, causant de sérieux dégâts matériels et plusieurs morts et blessés graves.
Dans la seconde moitié du XXe siècle, la commune développe ses infrastructures (création de lotissements, de zones d'activité). Sa population croît au fil des ans et dépasse les 5 200 habitants au début du XXIe siècle.

## Politique et administration

### Administration municipale
De 1789 à 1799, en vertu de la loi du 14 décembre 1789, les agents municipaux (maires) sont élus au suffrage direct pour 2 ans et rééligibles, par les citoyens actifs de la commune âgés d'au moins 25 ans, contribuables payant une contribution au moins égale à 3 journées de travail dans la commune. Sont éligibles ceux qui paient un impôt équivalent au moins à dix journées de travail.
De 1799 à 1848, la constitution du 22 frimaire an VIII (13 décembre 1799) revient sur l’élection du maire, les maires sont nommés par le préfet pour les communes de moins de 5 000 habitants. La Restauration instaure la nomination des maires et des conseillers municipaux. Après les lois organiques 1831, les maires sont nommés (par le roi pour les communes de plus de 3 000 habitants, par le préfet pour les plus petites), mais les conseillers municipaux sont élus au suffrage censitaire pour six ans.
Du 3 juillet 1848 à 1851, les maires sont élus par le conseil municipal pour les communes de moins de 6 000 habitants.
De 1851 à 1871, les maires sont nommés par le préfet, pour les communes de moins de 3 000 habitants et pour 5 ans à partir de 1855. Après 1871, les maires sont de nouveau élus, sauf dans les chefs-lieux (de départements, d'arrondissements ou de cantons).
Ce n'est que le 28 mars 1882, qu'une loi sur l’organisation municipale (encore en vigueur) est votée, et qui régit le principe de l'élection du maire et des adjoints par le conseil municipal, quelle que soit l'importance de la commune (sauf pour Paris). La loi du 5 avril 1884 fixe le mandat à quatre ans, durée portée le 10 avril 1929 à six ans.

### Liste des maires
| Période                                  | Période   | Identité        | Étiquette | Qualité                                  |
| ---------------------------------------- | --------- | --------------- | --------- | ---------------------------------------- |
| avant 1971                               | mars 1977 | Norbert Andron  |           |                                          |
| mars 1977                                | mars 2008 | Bernard Prévot  | PS        | Médecin - Conseiller général (1982-2001) |
| mars 2008                                | En cours  | Bernard Guiraud | DVG       | Sapeur pompier professionnel             |
| Les données manquantes sont à compléter. |           |                 |           |                                          |

### Tendances politiques et résultats
L'analyse des résultats de l'élection présidentielle de 2007 montre une poussée de l'électorat de droite, tant au premier qu'au second tour du scrutin. Le candidat de l'UMP Nicolas Sarkozy obtient ainsi 30,28 % au premier tour, devançant la candidate du PS Ségolène Royal (23,64 %) et le candidat du MoDem François Bayrou (15,62 %).
Au second tour, Nicolas Sarkozy consolide sa position, obtenant 55,44 % des suffrages et une avance de plus de près de 11 % sur son adversaire Ségolène Royal, qui totalise quant à elle 44,56 % des suffrages exprimés. Le taux d'abstention du premier tour (17,35 %) et du second tour (16,68 %) est peu ou prou conforme aux moyenne enregistrées dans le reste de l'hexagone (16,23 % et 16,03 %).
Cette prédominance de la droite se confirme également au cours des élections législatives qui suivent, le candidat UMP Jean-François Régère obtenant 55,15 % des voix dans la commune. Ces chiffres ne sont cependant pas conformes à ceux relevés dans le reste de la circonscription, et c'est la candidate PS Pascale Got qui est finalement élue députée de la cinquième circonscription de la Gironde.
Les élections régionales de 2010 sont au contraire gagnées par la gauche, la liste PS menée par Alain Rousset arrivant nettement en tête (52,21 %) devant la liste UMP de Xavier Darcos (35,55 %) et la liste MoDem de Jean Lassalle (12,24 %). Le taux d'abstention atteint cependant un niveau considérable, soit 55,57 % des inscrits.
Ce score s'inscrit dans le prolongement des élections régionales de 2004, la liste conduite par Alain Rousset ayant à l'époque obtenu 46,12 %, devant la liste UMP conduite par Xavier Darcos, qui récoltait pour sa part 32,88 % des voix. La liste FN de Jacques Colombier se retrouvait en position d'arbitre, ayant obtenu 20,99 % des scrutins.

#### Résultats du second tour de l'élection présidentielle de2007
- élection présidentielle de 2007 : 55,44 % pour Nicolas Sarkozy (UMP), 44,56 % pour Ségolène Royal (PS). Participation : 83,32 %[46].

#### Résultats des élections législatives de2007et2002
- élections législatives de 2007 : 55,15 % pour Jean-François Régère (UMP), 44,85 % pour Pascale Got (PS). Participation : 60,56 %[48].
- élections législatives de 2002 : 59,90 % pour Jean-François Régère (UMP), 40,10 % pour Pierre Brana (PS). Participation : 61,35 %[52]

#### Résultats des élections régionales de2010et2004
- élections régionales de 2010 : 52,21 % pour Alain Rousset (PS), 35,55 % pour Xavier Darcos (UMP), 12,24 % pour Jean Lassalle (MoDem). Participation : 44,43 %[50].
- élections régionales de 2004 : 46,12 % pour Alain Rousset (PS), 32,88 % pour Xavier Darcos (UMP), 20,99 % pour Jacques Colombier (FN). Participation : 61,24 %[51].

### Intercommunalités
La commune de Lesparre-Médoc a été désignée chef-lieu de canton lors de la Constituante de 1790. Son canton, supprimé en 2015, rassemblait quinze communes du centre du Médoc (Bégadan, Blaignan, Civrac-en-Médoc, Couquèques, Gaillan-en-Médoc, Lesparre-Médoc, Naujac-sur-Mer, Ordonnac, Prignac-en-Médoc, Queyrac, Saint-Christoly-Médoc, Saint-Germain-d'Esteuil, Saint-Yzans-de-Médoc, Valeyrac et Vendays-Montalivet).
Lesparre-Médoc abritait le siège administratif de la communauté de communes Cœur du Médoc, une structure intercommunale dissoute en 2016 rassemblant onze communes du centre du Médoc.

### Jumelages
- Olhão (Portugal) depuis 1992
- Drayton (Vale of White Horse) (Grande-Bretagne) depuis 2000[53]

## Population et société
Les habitants sont appelés Lesparrains.

### Démographie

#### Évolution démographique
L'évolution du nombre d'habitants est connue à travers les recensements de la population effectués dans la commune depuis 1793. Pour les communes de moins de 10 000 habitants, une enquête de recensement portant sur toute la population est réalisée tous les cinq ans, les populations de référence des années intermédiaires étant quant à elles estimées par interpolation ou extrapolation. Pour la commune, le premier recensement exhaustif entrant dans le cadre du nouveau dispositif a été réalisé en 2006.

En 2022, la commune comptait 5 862 habitants, en évolution de +1,17 % par rapport à 2016 (Gironde : +6,91 %, France hors Mayotte : +2,11 %).
| 1793 | 1800 | 1806 | 1821 | 1831  | 1836  | 1841  | 1846  | 1851  |
| ---- | ---- | ---- | ---- | ----- | ----- | ----- | ----- | ----- |
| 818  | 800  | 919  | 950  | 1 232 | 1 404 | 1 521 | 1 605 | 1 677 |

| 1856  | 1861  | 1866  | 1872  | 1876  | 1881  | 1886  | 1891  | 1896  |
| ----- | ----- | ----- | ----- | ----- | ----- | ----- | ----- | ----- |
| 3 482 | 3 633 | 3 726 | 3 656 | 3 794 | 4 145 | 4 059 | 3 972 | 4 038 |

| 1901  | 1906  | 1911  | 1921  | 1926  | 1931  | 1936  | 1946  | 1954  |
| ----- | ----- | ----- | ----- | ----- | ----- | ----- | ----- | ----- |
| 3 959 | 3 840 | 3 699 | 3 267 | 3 419 | 3 422 | 3 219 | 3 101 | 3 378 |

| 1962  | 1968  | 1975  | 1982  | 1990  | 1999  | 2006  | 2011  | 2016  |
| ----- | ----- | ----- | ----- | ----- | ----- | ----- | ----- | ----- |
| 3 443 | 3 563 | 3 814 | 4 217 | 4 661 | 4 855 | 5 195 | 5 660 | 5 794 |

| 2021  | 2022  | - | - | - | - | - | - | - |
| ----- | ----- | - | - | - | - | - | - | - |
| 5 844 | 5 862 | - | - | - | - | - | - | - |

#### Pyramide des âges
En 2018, le taux de personnes d'un âge inférieur à 30 ans s'élève à 31,8 %, soit en dessous de la moyenne départementale (35,9 %). À l'inverse, le taux de personnes d'âge supérieur à 60 ans est de 32,3 % la même année, alors qu'il est de 24,9 % au niveau départemental.
En 2018, la commune comptait 2 724 hommes pour 3 080 femmes, soit un taux de 53,07 % de femmes, légèrement supérieur au taux départemental (52,06 %).
Les pyramides des âges de la commune et du département s'établissent comme suit.
| Hommes | Classe d’âge | Femmes |
| ------ | ------------ | ------ |
| 1,3    | 90 ou +      | 2,5    |
| 8,3    | 75-89 ans    | 12,6   |
| 19,7   | 60-74 ans    | 19,8   |
| 20,6   | 45-59 ans    | 20,6   |
| 15,9   | 30-44 ans    | 15,0   |
| 16,0   | 15-29 ans    | 14,3   |
| 18,3   | 0-14 ans     | 15,2   |

| Hommes | Classe d’âge | Femmes |
| ------ | ------------ | ------ |
| 0,7    | 90 ou +      | 1,9    |
| 6,7    | 75-89 ans    | 8,9    |
| 15,7   | 60-74 ans    | 16,8   |
| 19,9   | 45-59 ans    | 19,3   |
| 19,9   | 30-44 ans    | 19,2   |
| 19,4   | 15-29 ans    | 18,1   |
| 17,7   | 0-14 ans     | 15,8   |

### Enseignement
Lesparre-Médoc dépend de l'académie de Bordeaux. La commune compte deux écoles maternelles (école Anne Frank et école Jacques Prévert) et deux écoles élémentaires (école Maurice Baugency et école Pierre et Marie Curie) relevant de l'enseignement public. Une école privée, accueillant des enfants de maternelle et de primaire, est également implantée dans la commune (école Notre-Dame).
La commune a centralisé la restauration scolaire, et les repas servis aux enfants de toutes les écoles publiques sont confectionnés au sein d'une cuisine centrale municipale, puis livrés aux restaurants scolaires des différents établissements. La commune possède également une garderie périscolaire, un centre de loisirs sans hébergement, et est équipée d'un réseau de bus de ramassage scolaire.
Les élèves du second cycle sont orientés vers le collège de la ville (collège Les Lesques), qui relève de l'enseignement public, puis vers le lycée général et technologique Odilon Redon. Cet établissement compte deux sites, à Lesparre-Médoc et à Pauillac. Un collège privé accueille aussi des élèves de la 6e à la 3e. Il accueille aussi des élèves ayant des troubles d'apprentissages cognitifs (Classe ULIS). Il s'agit du Collège Notre Dame.
Une maison familiale et rurale propose des formations école/entreprise préparant notamment à des métiers de service à la personne (BEPA services à la personne et Bac professionnel services en milieu rural).
Les universités et grandes écoles les plus proches sont toutes situées à Bordeaux et/ou dans sa périphérie (domaine universitaire de Talence Pessac Gradignan).

### Santé
Plusieurs cabinets médicaux sont implantés dans la commune, auxquels viennent s'ajouter un centre de santé mentale infantile et une antenne de la médecine du travail. Lesparre-Médoc dispose en outre d'une clinique mutualiste et d'une maison de retraite.
La sécurité des biens et des personnes est assurée par une antenne de la gendarmerie nationale et de la police municipale. Un centre de secours des pompiers est habilité à intervenir en cas d'urgence.

### Sports
La ville de Lesparre dispose d'un stade municipal (terrains de football et de rugby, piste d'athlétisme), de deux courts de tennis en extérieur et d'un court de tennis couvert, d'une salle de musculation, d'un skate-park et de deux salles omnisports.
La piscine couverte a été démolie en septembre 2016.
Le SAM Lesparre (Sport Athlétique Médocain) est une association sportive divisée en 21 sections. Elle regroupe notamment une section de football, de basketball, de handball, de judo, d'aïkido, de karaté, de skateboard, d'athlétisme et de natation, entre autres exemples.
Le Pays Médoc rugby est le club de rugby à XV de la ville. Il est né en 2000 de la fusion entre le SPIC de Pauillac (rouge et blanc) et le SAM Lesparre (noir). Il évolue en Promotion d'honneur pour la saison 2016-2017 avec montée en Division d'honneur en 2017-2018.

### Médias
Les émetteurs de Bordeaux-Bouliac et de Bordeaux-Caudéran diffusent les chaînes en clair de la TNT, dont le décrochage régional France 3 Aquitaine et la chaîne locale TV7.
La plupart des radios nationales présentes dans le département peuvent être écoutées dans la commune. Les informations départementales sont relayées par la station de radio publique France Bleu Gironde. Les principales stations de radio locales sont diffusées depuis l'agglomération bordelaise, à l'exception de Aqui FM, radio médocaine émettant depuis Saint-Germain-d'Esteuil.
La presse locale est représentée par le quotidien Sud Ouest, dont le siège est à Bordeaux, ainsi que par l'hebdomadaire Le journal du Médoc. Propriété depuis 2016 du groupe PMSO (Presse et Médias du Sud-Ouest, il est basé à Saint-Laurent-Médoc et traite de l'actualité locale.

### Équipements culturels
La commune compte de nombreuses infrastructures culturelles, dont deux musées, une médiathèque, un centre culturel et un cinéma.

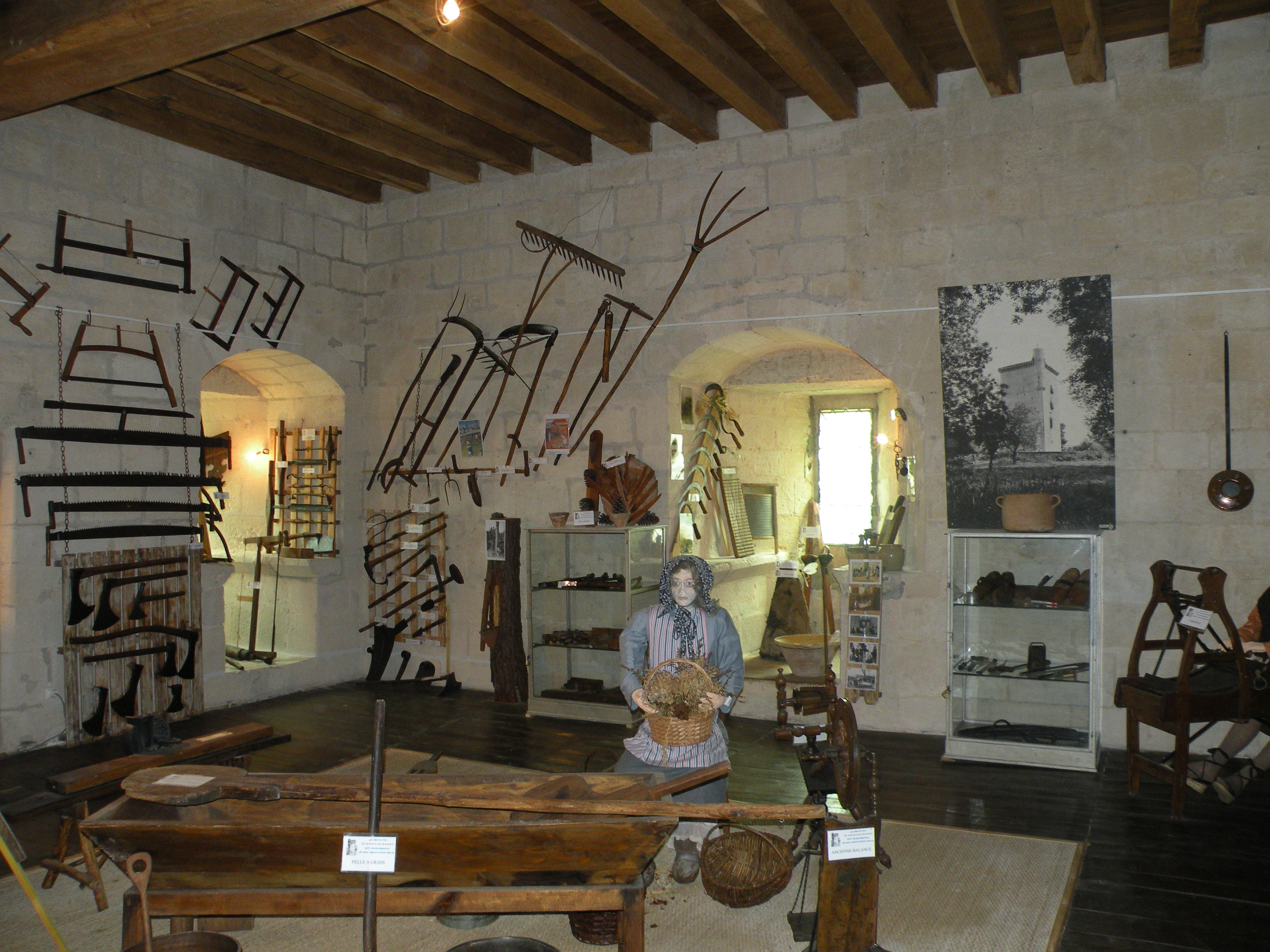
Collections ethnographiques au Musée de Lesparre.

Le musée de Lesparre est aménagé dans une salle de la tour de l'Honneur, unique vestige du château médiéval. Il présente des collections archéologiques et ethnographiques. Parmi les pièces présentées au public figurent ainsi le produit de fouilles menées sur la commune, des outils anciens et des objets artisanaux.
La médiathèque, située en plein centre-ville, a été créée en 1986. Elle est depuis 2004 la bibliothèque intercommunale de l'agglomération. Son fonds est constitué d'environ 10 000 ouvrages. Début 2021, elle a déménagé rue Jean-Jacques Rousseau, au rez-de-chaussée du bel immeuble abritant jadis les Galeries Modernes. Mi 2022, elle a une nouvelle fois déménagé également rue Jean-Jacques Rousseau sur le site de l'ancienne Maison de la Presse (bâtiment acquis par la municipalité).
Le centre culturel (centre lesparrain d´animations culturelles et de loisirs), association régie par la loi de 1901, est né en 1979. Il a pour vocation de favoriser l'accès à la culture et de développer le lien social. Le centre propose une vingtaine d'ateliers allant des arts plastiques à la pratique du hip hop, en passant par le théâtre, la danse orientale, le yoga et la peinture. Il organise, également, des manifestations telles que la fête de l'automne, le carnaval, des spectacles pour les scolaires ainsi que le festival intercommunal « Au Fil des Mots ».
Le cinéma « Le Molière », rebaptisé nouvellement « Jean-Dujardin » en présence de ce dernier, est situé à proximité de l'hôtel de ville, dans un immeuble bourgeois (abritant autrefois la Caisse d'Épargne) mis à disposition par la municipalité. Il est géré par une société indépendante, CTC (Concept et Technique Cinématographique) depuis 2017.
Le musée du costume Mazarin, créé à l'initiative de Joseph Fragomeni et géré par l'association « le Fil Rouge », est localisé au premier étage du cinéma.

### Événements culturels
Plusieurs manifestations sont organisées dans le cadre de la saison touristique estivale :
- la Foire aux Vins se consacre chaque année au mois d’août depuis 1950 à la promotion des vins du terroir français, accordant une large place aux productions des vignobles médocains, mais aussi plus globalement à la gastronomie locale. Les festivités ont lieu pendant trois jours, et comprennent dégustations, intronisations par la confrérie de l'ordre médulien, braderie, bandas, guinguettes et spectacle son et lumière aux abords de la tour de l'Honneur.
- le festival de jazz de Lesparre (LM jazz) a eu lieu chaque été de 1995 à 2019. Il propose durant deux soirées du mois de juillet des concerts aux abords de la Tour de l'Honneur.
- l'élection « Top Models Médoc », qui succède à celle de la « Reine de la tour », est un concours de beauté qui voit se mesurer chaque année des candidates âgées de 16 à 24 ans. Le concours est organisé par l'association « Le fil rouge » et mis en scène, de main de maître, par Joseph Fragomeni..
- les Médiévales, sous l'égide de l'association "les Troubadours de la Tour", mettent en lumière le passé historique de la cité.
- les marchés nocturnes, sous la marque commerciale « Marchés des Producteurs de Pays », des agriculteurs et des traiteurs (artisans alimentaires) tiennent des marchés en nocturne au pied de la tour de l'Honneur. En 2017, la municipalité a décidé de ne pas reconduire cette manifestation sous ce format.
- les Instants MIAM (Marché Incontournable de l'Appétit en Médoc), dans le cadre du marché du samedi place Gambetta, en partenariat entre la municipalité et des commerçants indépendants bénévoles. En 2017, la municipalité a décidé de ne pas reconduire cette manifestation faute de fréquentation.
- en 2018 et 2019, la municipalité organise ses propres marchés nocturnes estivaux au pied de la Tour de l'Honneur nommés « Lesparr'Gourmand ».
- un marché de Noël est également organisé chaque année dans le centre-ville, jusqu'en 2014 par l'Association des Commerçants et Artisans de Lesparre (ACAL) actuellement en sommeil. En 2015, en l'absence de structure représentative, cette manifestation a été maintenue à l'initiative de quelques commerçants du centre ville et l'appui logistique de la municipalité. À partir de 2016 et jusqu'à 2019, c'est la nouvelle Association Lesparraine d'Initiatives Collectives et Economiques (ALICE) qui a repris le flambeau. Association à ce jour[Quand ?] également en sommeil.

### Cultes

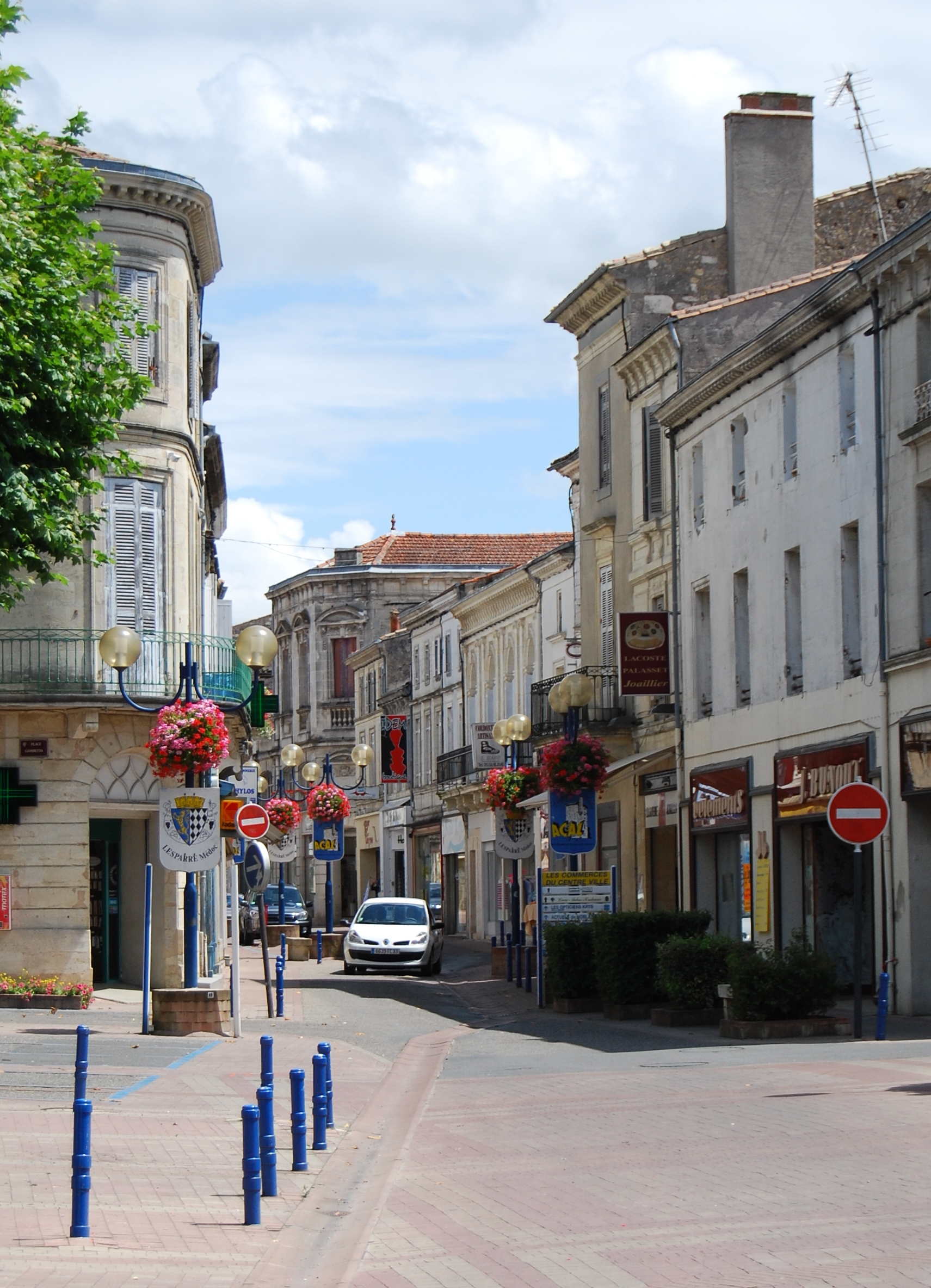
Une rue du centre-ville de Lesparre

Lesparre-Médoc appartient à l'archidiocèse catholique de Bordeaux (province ecclésiastique de Bordeaux). La ville compte deux lieux de culte catholiques (église Notre-Dame-de-l'Assomption et église Saint-Trélody) appartenant à un secteur pastoral regroupant également d'autres paroisses de la région. Les messes sont généralement célébrées chaque samedi soir à 19 heures en l'église Notre-Dame-de-l'Assomption. Des célébrations sont organisées ponctuellement en l'église Saint-Trélody.
Les musulmans disposent d'une salle de prière faisant office de mosquée, située dans le quartier Saint-Trélody. Les autres confessions ne disposent pas de lieu de culte permanent.

## Économie
Forte de près de 6 000 habitants, la ville de Lesparre-Médoc appartient au réseau des villes intermédiaires de la Gironde (agglomérations de 5 000 à 10 000 habitants). Sa position centrale au sein du territoire médocain en fait un important centre d'activités tertiaires, dont l'influence se fait sentir au-delà des limites mêmes de son canton, et ce en dépit de l'attraction de la métropole bordelaise. La faible densité de population de cette partie du département explique un classement en zone de revitalisation rurale, qui permet aux entreprises souhaitant s'installer de bénéficier d'avantages fiscaux.

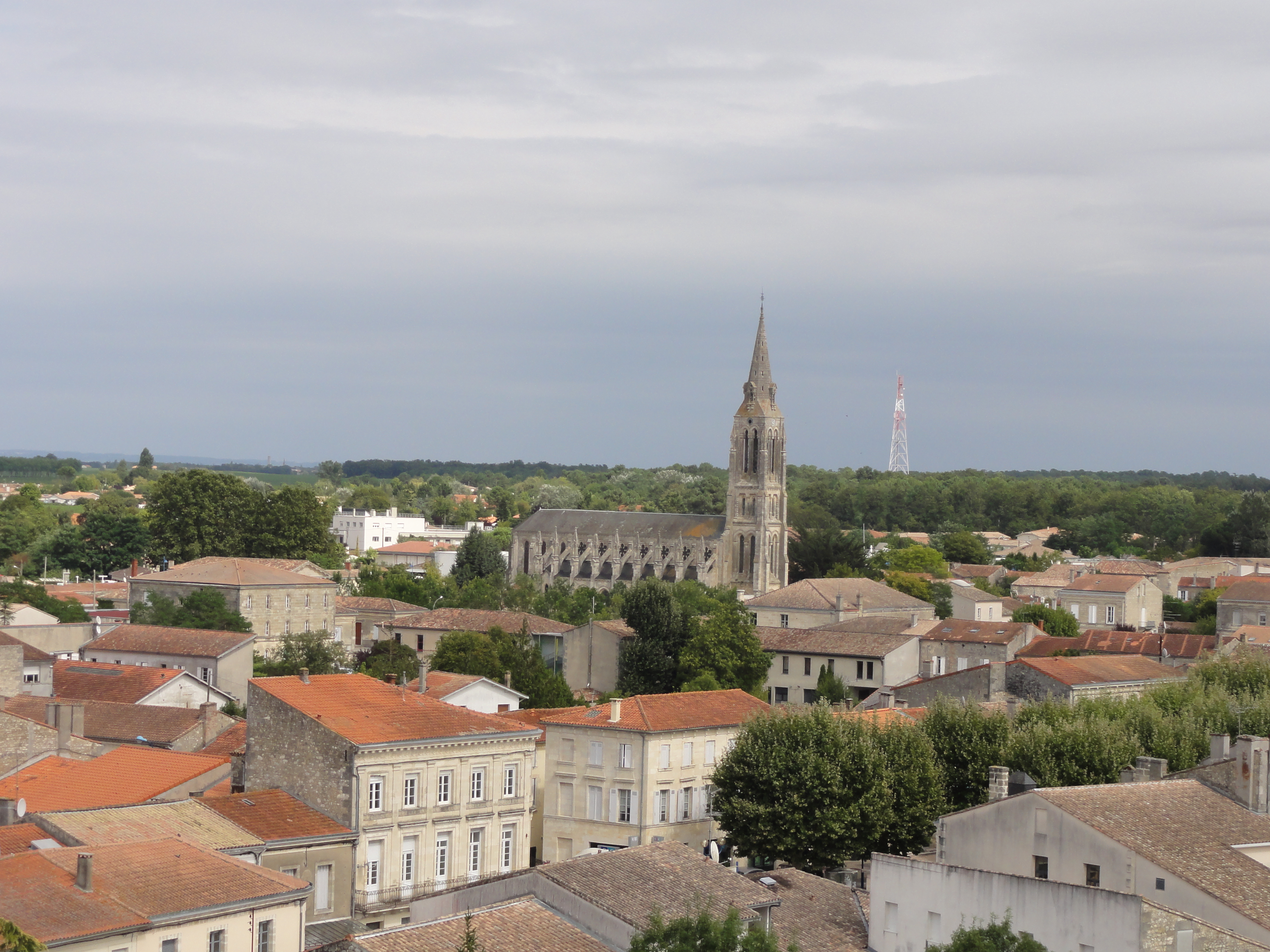
Vue sur le centre-ville et l'église Notre-Dame depuis la tour de l'Honneur.

Tout comme Pauillac et dans une moindre mesure, Saint-Laurent-Médoc, Lesparre est un pôle administratif (renforcé par la présence d'une sous-préfecture), commercial et de services. L'agglomération accueille un hypermarché (E.Leclerc), implanté au cœur d'une zone commerciale relativement attractive (centre commercial Terre rouge) et fort de 270 salariés, mais aussi un supermarché (Carrefour) et une enseigne de hard-discount (Lidl). Plusieurs pôles commerciaux sont implantés sur le territoire communal, essentiellement en centre-ville, dans la zone d'activité de Belloc (à proximité de la D1215) et dans la zone d'activité Sainte-Catherine (également à proximité de la D1215). Autre employeur important dans la commune, la clinique mutualiste est forte de près de 100 salariés.
La situation de la commune en fait un point de passage obligé vers les stations balnéaires de la côte médocaine (de Soulac-sur-Mer à Lacanau), stimulant pendant la saison estivale un tourisme déjà important en basse saison, en raison de la proximité des vignobles du Haut-Médoc. La viticulture reste cependant une activité relativement marginale à Lesparre, qui ne cultive guère plus de 168 hectares de vignes, en particulier autour de Saint-Trélody. De même en est-il de l'agriculture en général, qui se limite à quelques exploitations consacrées à l'élevage ou à la céréaliculture.

### Emploi
La commune abrite une population un peu moins active que la moyenne nationale (39,8 % contre 45,2 %), avec un taux d'activité des 25-59 ans également sensiblement inférieur aux chiffres nationaux (78 % contre 82,2 %). Les catégories socio-professionnelles les mieux représentées sont les employés (35,5 %), suivis des ouvriers (34,6 %), des professions intermédiaires (15,1 %) et des artisans, commerçants et chefs d'entreprise (7,3 %). Le taux de personnes travaillant dans le secteur de l'agriculture est légèrement inférieur à la moyenne nationale (2,1 % contre 2,4 %). En revanche, cadres et professions intermédiaires ne constituent que 5,4 % de la population active.
Le taux de chômage était supérieur aux chiffres nationaux en 1999 (16,8 % contre 12,9 %), touchant alors 325 personnes.
Les actifs constituent la plus grande partie de la population (39,8 %), devant les étudiants et jeunes scolarisés (22,7 %) et les retraités (22,5 %).

### Immobilier
De façon globale, la population de la commune a des revenus inférieurs aux estimations nationales : la moyenne des revenus par an et par ménage y est de 12 288 € (moyenne nationale : 15 027 € / an et par ménage).
Le taux de personnes propriétaires de leur logement est inférieur à la moyenne nationale, soit 52,1 % (moyenne nationale : 55,3 %) ; parallèlement, 41,1 % des habitants de la commune sont locataires (moyenne nationale : 39,8 %) et 6,7 % logés gratuitement (moyenne nationale : 4,9 %).
Le parc immobilier de la commune est constitué de 2 371 logements. Ceux-ci sont presque exclusivement des résidences principales (83,9 %), le reste étant partagé entre quelques résidences secondaires (5,2 %) et une proportion importante de logements vacants (10,9 %). La grande majorité des logements sont des maisons individuelles, lesquelles représentent 84,3 % du parc immobilier (moyenne nationale : 55,3 %) ; le reste se répartissant entre appartements (8,7 %) et logements alternatifs (7 %). 30,3 % des logements sont constitués de 5 pièces ou plus (moyenne nationale : 31,5 %); suivent les 4 pièces (29,6 %), les 3 pièces (24,8 %), les 2 pièces (9,9 %) et les studios (5,4 %).

### Gastronomie
La gastronomie médocaine accorde une place importante aux produits de la mer, du fleuve (Gironde) et de la terre. Les poissons (alose, anguille, sardine, pibale, merlu, baudroie...) sont une composante essentielle de la table médocaine. L'alose, pêchée à la « bichareyre » (filet maillant), est servie grillée ou accompagnée d'oseille, tandis que la lamproie à la bordelaise est nappée d'une sauce au vin et souvent accompagnée d'une fondue de poireaux. Les pibales ou civelles sont des alevins d'anguille, pêchés traditionnellement dans l'estuaire et servis en poêlée avec de l'ail. Si l'ostréiculture n'est plus guère présente que de façon confidentielle dans le nord de la presqu'île (Soulac, Saint-Vivien-de-Médoc), la production de gambas y a été introduite depuis les années 1980. Tout comme les crevettes blanches — ou « bichettes » — on les prépare simplement grillées ou avec de l'anis.

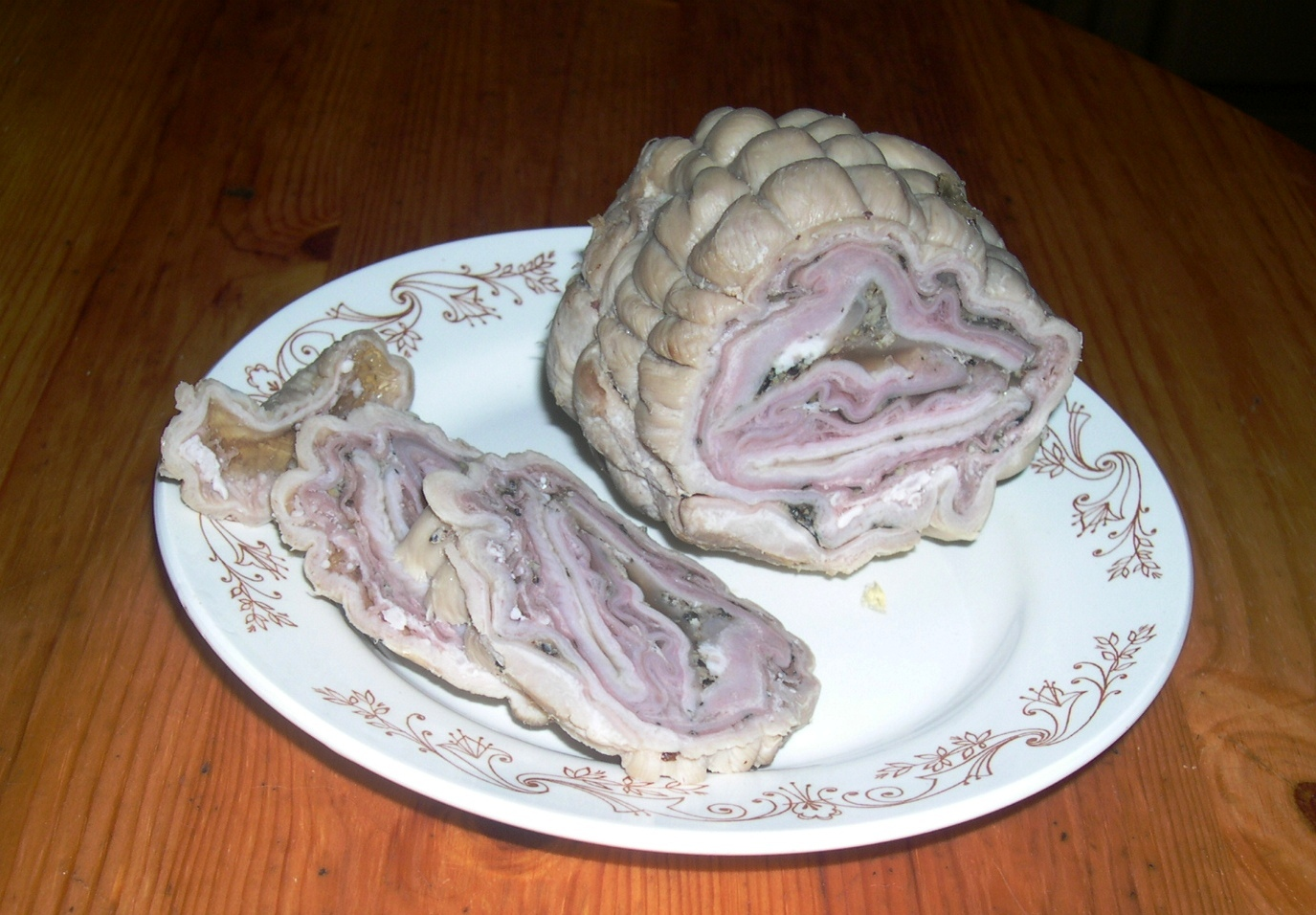
Le grenier médocain, spécialité régionale à base de panse de porc.

L'agneau de Pauillac représente un produit phare de la région, et est simplement servi grillé sur des sarments de vigne. Les gibiers sont représentés par les palombes, les bécasses ou les grives. Enfin, le grenier médocain est une charcuterie à base de panse de porc roulée. Le Médoc produit également des friandises : noisettines médocaines (noisettes caramélisées) et sarments du Médoc (bâtonnets de chocolat). Accompagnant ces produits typiques, les vins du Médoc sont de réputation internationale : Château Latour, Château Lafite, Château Margaux, Château Mouton Rothschild en sont quelques exemples célèbres. Ils sont également la base de quelques produits dérivés, dont la gelée de vin du Médoc, traditionnellement servie en accompagnement de fromages ou servant à déglacer les sauces.
Plusieurs spécialités culinaires sont plus spécifiquement associées à Lesparre : on note ainsi les tripes au blanc de Lesparre (appelées également tripes à la Lesparre ou tripes médocaines), le bœuf à l'estouffade de Lesparre ou les croquettes de Lesparre.

### Équipements et services

#### Marché
Un marché se tient chaque mardi et samedi matin au pied de la Tour de l'Honneur, après s'être tenu de nombreuses années place Gambetta.
Il fait la part belle aux produits alimentaires et aux productions du terroir.

## Culture locale et patrimoine

### Lieux et monuments

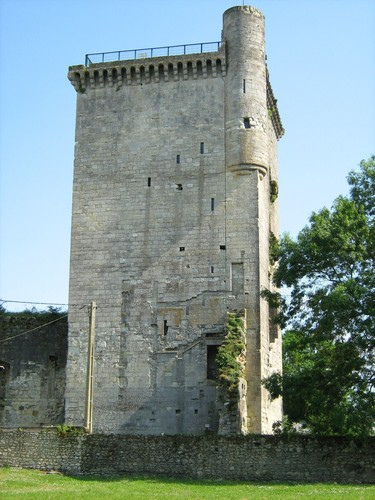
La tour de l'Honneur, unique vestige du château des sires de Lesparre.

- La Tour de l'Honneur est l'unique vestige du château des sires de Lesparre (autrefois connu sous le nom de château de l'honneur de Lesparre, d'où le nom de la tour) et fait l’objet d’un classement au titre des monuments historiques depuis le 10 septembre 1913[76]
- L'église Notre-Dame-de-l'Assomption, de style néo-gothique, est construite à partir de 1865 afin de remplacer l'ancienne chapelle castrale, qui assurait jusqu'alors la fonction d'église paroissiale mais était devenue inadaptée aux besoins du culte. Sous l'impulsion du cardinal Donnet et de l'abbé Durand, le projet de l'architecte Édouard Bonnore est retenu qui propose une église à plan est basilical, c'est-à-dire dépourvu de transept dont la nef est divisée en sept travées, bordée de collatéraux, éclairée par une série d'oculi polylobés (au niveau supérieur) et par des baies en cintre brisé (au niveau des collatéraux) ; des arcs-boutants, de fonction essentiellement esthétique, se déploient de part et d'autre de la nef ; le clocher-porche, très élancé, est surmonté d'une flèche en pierre et abrite plusieurs cloches, dont un bourdon de 1 100 kilos, qui donne le « mi » ; la consécration de l'église intervient le 7 novembre 1866 et la bénédiction des cloches quelques mois plus tard, en 1867 ; l'intérieur conserve une partie du mobilier de l'ancienne église : un crucifix en bois du XVIe siècle et un bénitier du XVIIe. La chaire, les stalles, l'orgue et les vitraux sont du XIXe siècle[77].
- L'église Saint-Trélody a été construite en 1854 afin de remplacer l'ancienne église paroissiale de Saint-Trélody (commune rattachée à Lesparre-Médoc en 1855), du XIe siècle, qui était un vestige d'un ancien monastère bénédictin désaffecté à la Révolution ; il s'agit d'un édifice moderne, de style néo-gothique, parti architectural très en vogue à cette époque, dont les plans en sont confiés à l'architecte Hosteing qui dessine une église à trois vaisseaux, divisés en cinq travées couvertes de voûtes ogivales, prolongés par un transept saillant et une abside. La consécration de l'édifice intervient en 1858, en présence du cardinal Donnet, archevêque de Bordeaux. Le clocher, aux formes un peu trapues, est surmonté d'une flèche octogonale en 1876 ; l'intérieur conserve des reliques de saint Clair et de saint Allodius. Le mobilier date essentiellement du XIXe siècle[77]. Elle est inscrite à l'Inventaire général du patrimoine culturel[78].
- Le château d'Escot a été construit dans le courant du XVIIIe siècle (le portail porte la date de 1767), à l'emplacement d'un ancien logis, lui-même établi sur des substructions gallo-romaines. Le terme « escot » proviendrait du métier du premier propriétaire, collecteur d'impôts ou « écots ». Le château, construit pour la famille Lostau, passe ensuite aux mains des Lavaud puis des Rouy en 1991[77].La propriété produit des crus réputés au XIXe siècle, répertoriés dans la première édition du « Guide de Bordeaux et ses vins » en 1850 sous le nom de « Château-Escot ». En 1868, il est classé « cru bourgeois »[79]. Durement éprouvé par le phylloxéra, le vignoble est patiemment reconstitué au XXe siècle, mais passe d'une superficie totale de 120 hectares à 20 hectares[77].

- Palais de Justice : la création de l'arrondissement de Lesparre au moment de la Révolution entraîne la création de nouvelles infrastructures. Un tribunal est établi dans l'ancien couvent des Cordeliers, mais au milieu du XIXe siècle, il ne répond plus aux exigences de sa fonction et est remplacé par l'actuel palais de justice, édifié en 1832. Son architecture quelque peu rigoureuse est une interprétation des canons antiques. Le bâtiment principal, encadré de deux ailes latérales, est doté d'une façade surmontée d'une frise et d'un fronton triangulaire. Depuis 2014, il n'a plus aucune fonction judiciaire, et accueille le centre culturelle communal (CALM).
- À proximité, une prison est édifiée en 1833[77]. Elle abrite aujourd'hui les locaux de la CPAM et de la MSA.

### Personnalités liées à la commune
- Aimeric de Belenoi (1216–1242) : célèbre troubadour, né au château de Lesparre.
- Guillaume-Amanieu de Madaillan (1375–1414) : sire de Lesparre, gouverneur et maire de Bordeaux.
- Jacques II de Goyon de Matignon (1525–1598), prince de Mortagne et comte de Torigni, maréchal de France, gouverneur de Guyenne et maire de Bordeaux ; il meurt au château de Lesparre en 1598.
- Guillaume Augustin Moutardier (1756-1818), homme politique français, né à Lesparre.
- Pierre Clauzet (1812–1889), homme politique français
- René Ribière (1922-1998), homme politique et haut fonctionnaire français. Sous-préfet de Gironde à Lesparre.
- Bob Denard (1929–2007), mercenaire français, fut propriétaire d'un garage dans la ville: la SIVRAM concessionnaire de CITROËN.[réf. nécessaire].
- Gérald Tron (1953-) : aquarelliste spécialisé en hyperréalisme, installé à Lesparre.
- Jean Dujardin (1972-), humoriste et acteur, a passé son enfance à Civrac près de Lesparre[80].
- Yann Huguet (1984-), cycliste français, né dans la commune.
- Baptiste Chapellan (1987-), golfeur français.
- Grégoire de Fournas (1985-), homme politique français, né dans la commune.

### Héraldique
|  | Les armes de Lesparre-Médoc se blasonnent ainsi : « Parti : au premier d'azur au lion d'or, au second losangé d'argent et de sable » Blason adopté par délibération du conseil municipal le 18 juillet 1969. |